# Goose house Phrase ＃10 Milk
『Goose house Phrase #10 Milk』（グース ハウス フレーズ テン ミルク）は、Goose houseの通算6作目のアルバムである。2015年2月25日に発売された。通称「Milk」。
タイトルについた「#10」というのは単に10枚目のアルバムという意味ではなく、Goose houseがこれまでに発表した、シングル、配信限定曲、アルバムを含む通算の番号である。

## 概要
前作の『Goose house Phrase #07 Soundtrack?』より約1年半のアルバムで、『Goose house Phrase #11 Bitter』との2枚同時発売。『Bitter』がインディーズレーベルから発売されるのに対し、『Milk』はこれまでのシングル同様メジャーレーベルから発売される。
2014年4月に元メンバーのd-iZe脱退後、現在の7人のメンバー（工藤秀平、竹渕慶、竹澤汀、マナミ、沙夜香、ワタナベシュウヘイ、齊藤ジョニー）かつメジャーレーベルから発売された初のアルバムである。
2014年に発売されアニメ主題歌ともなったグループ初のシングル「オトノナルホウヘ→」や、「光るなら」を含む全8曲が収録されている。これまでのアルバム同様、7人全員での歌唱曲もあれば、2〜4名のユニットでの歌唱曲もある。音楽性としては、同日発売の『Bitter』に対して齊藤ジョニーが購入したシンセサイザーを使用したポップ調が多く収録されている。
初回限定盤と通常盤の2形態で発売され、初回限定盤にはシングル曲「オトノナルホウヘ→」「光るなら」のミュージック・ビデオ、『四月は君の嘘』のオープニング映像のノンクレジット版、「光るなら」のバンドスコアブックレットが収録されている。

## 収録曲
シングル曲の詳細は、各項目を参照。
全曲作詞・作曲：Goose house
1. 光るなら [4:12]
  - メジャー2ndシングル。
  - フジテレビ系アニメ『四月は君の嘘』オープニングテーマ
2. オトノナルホウヘ→ [3:36] 
  - メジャーデビューシングル
  - フジテレビ系アニメ『銀の匙 Silver Spoon』第2期エンディングテーマ
3. 恋するMerry-Go-Round [4:37]
  - 竹渕慶、竹澤汀、齊藤ジョニーのユニット曲
4. コバルトの街 [4:58]
  - 竹渕慶、竹澤汀、マナミ、沙夜香のユニット曲（工藤秀平、ワタナベシュウヘイ、齊藤ジョニーはコーラスで参加）

歌詞は男性目線となっている[5]。
本アルバム発売に先立ち、エフエム横浜の『YOKOHAMA RADIO APARTMENT カタコトラジオ』（2015年2月12日放送回）で初オンエアされた[6]ほか、2015年2月18日に先行配信された[3]。
5. Perfume [3:43]
  - 大人の余裕（齊藤ジョニー、沙夜香、ワタナベシュウヘイ）のユニット曲
6. Pop Up! [3:51]
工藤曰く「女の子の応援歌」[5]。
7. L.I.P's [4:22]
  - チームパーティやらない?（工藤秀平、竹澤汀、マナミ）のユニット曲

齋藤のアイデアによりバンジョーが取り入れられており、齋藤が演奏を担当している[5]。
8. 笑ったままで [4:15]
  - 工藤秀平、ワタナベシュウヘイ、齊藤ジョニーのユニット曲